# .az
.az – krajowa domena internetowa najwyższego poziomu przypisana dla stron internetowych z Azerbejdżanu, działa od 1993 roku i jest administrowana przez Urząd Komunikacji Azerbejdżanu.

## Domeny drugiego poziomu
- .net.az — internet i sieci
- .com.az — do zastosowań komercyjnych
- .int.az — do użytku międzynarodowego
- .edu.az — placówki oświatowe
- .org.az — organizacje pozarządowe
- .gov.az — jednostki rządowe
- .info.az — dla firm i osób indywidualnych dostarczających informacje o charakterze ogólnym
- .pp.az — osoby fizyczne
- .mil.az — jednostki wojskowe
- .name.az — osoby prywatne
- .biz.az —  do zastosowań biznesowych